# Grote eendenmossel
De grote of gewone eendenmossel (Lepas anatifera) is een eendenmosselensoort uit de familie Lepadidae. De wetenschappelijke naam van de soort werd in 1758 gepubliceerd door Carl Linnaeus.

## Naamgeving
De soortaanduiding anatifera (Anas is een geslacht van eenden) betekent eenddragend. In de Middeleeuwen was nog niet bekend dat bepaalde soorten eenden en ganzen zoals brandgans en rotgans broeden in de poolstreken en alleen 's winters in de bewoonde delen van Noord- en West-Europa werden waargenomen. Nesten, eieren en donskuikens van deze soorten waren dus onbekend. In die tijd bestond de fabel dat de kuikens afkomstig waren uit de eendenmossels die met drijfhout aanspoelden. In het Engels heet de brandgans daarom barnacle goose (eendenmosselgans).

## Kenmerken
De lichaamslengte kan oplopen tot 80 centimeter.

## Leefwijze
Hun voedsel bestaat uit algen, die ze uit het water filteren. De larven zijn vrijzwemmend.

## Verspreiding en leefgebied
Deze soort komt voor langs de gehele West- en Zuid-Europese kust, waar ze zich vasthechten aan een voorwerp in het zeewater. Ze geven hierbij de voorkeur aan drijfhout.